# Model autoregressiu
En estadística, econometria i processament de senyals, un model autoregressiu (amb acrònim anglès AR) és una representació d'un tipus de procés aleatori; com a tal, s'utilitza per descriure determinats processos que varien en el temps de la naturalesa, l'economia, etc. El model autoregressiu especifica que la variable de sortida depèn linealment dels seus propis valors anteriors i d'un terme estocàstic (un terme imperfectament predictible); per tant, el model té la forma d'una equació de diferència estocàstica (o relació de recurrència que no s'ha de confondre amb l'equació diferencial). Juntament amb el model de mitjana mòbil (MA), és un cas especial i un component clau dels models de sèrie temporal autoregressiva-mitjana mòbil (ARMA) i mitjana mòbil integrada autoregressiva (ARIMA) més generals, que tenen un estocàstic més complicat. estructura; també és un cas especial del model vector autoregressiu (VAR), que consisteix en un sistema de més d'una equació de diferència estocàstica entrellaçada en més d'una variable aleatòria en evolució.
Contràriament al model de mitjana mòbil (MA), el model autoregressiu no sempre és estacionari, ja que pot contenir una arrel unitat.
La notació {\displaystyle AR(p)} indica un model autoregressiu d'ordre p. El model AR(p) es defineix com:

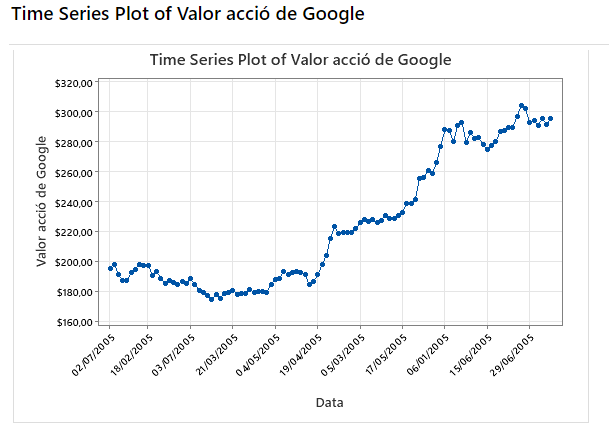
Figura 1. Gràfica dels valor de les accions de Google entre 2-7-2005 i 7-7-2005 (generat amb el programari Minitab)

{\displaystyle X_{t}=c+\sum _{i=1}^{p}\varphi _{i}X_{t-i}+\varepsilon _{t}\,}
on {\displaystyle \varphi _{1},\ldots ,\varphi _{p}} són els paràmetres del model, {\displaystyle c} és una constant, i {\displaystyle \varepsilon _{t}} és un soroll blanc.

Exemple:
Valors de borsa consistents de n = 105 mostres que són la clausura dels estocs de Google durant 2-7-2005 a 7-7-2005 (Figura 1)
A partir d'aquests valors es pot identificar l'ordre d'un model model autoregressiu tot posant a l'eix de la coordenada X els valors desplaçats en una posició (Figura 2)
El resultat s'aproxima a una recta i llavors es pot deduir que és un model autoregressiu de grau 1, AR(1) : {\displaystyle X_{t}=\varphi _{1}X_{t-1}+\varepsilon _{t}}

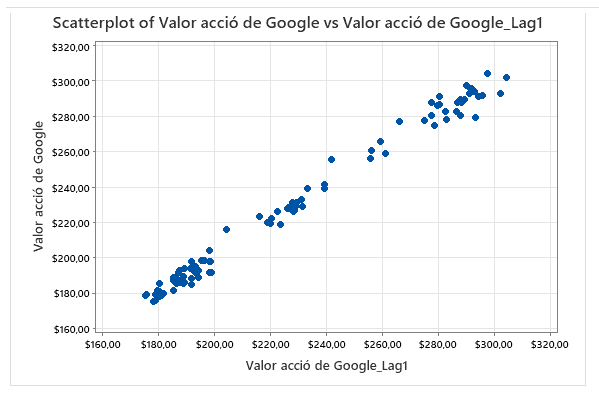
Figura 2. Autoregressió dels valors a Borsa de Google 5-7-2005 a 7-7-2005 (generat amb el programari Minitab)